# Ana Mendieta
Ana Mendieta (18. listopadu 1948 Havana – 8. září 1985 New York) byla kubánská výtvarnice.

## Životopis
Narodila se v Havaně. Ve svých dvanácti letech byla se svou o dva roky starší sestrou poslána do Spojených států amerických, aby unikla před režimem Fidela Castra. V roce 1966 za nimi přijela matka s nejmladším synem, zatímco otec se k rodině vrátil až v roce 1979. Ana Mendieta studovala na University of Iowa. Její pozdější díla měla autobiografické prvky, zabývala se tématy jako feminismus, násilí, život a smrt. Zemřela v roce 1985 po pádu z okna v 34. patře v Greenwich Village v New Yorku. Z vraždy byl obviněn její manžel Carl Andre, ale nakonec byl zproštěn obvinění.